# 伤心童话
《伤心童话》是一部2012年上映的中国大陆都市爱情片，由北京光线影业有限公司出品并制作，光线影业与华夏电影发行有限责任公司联合发行。该片由徐正超执导，刘诗诗和胡夏领衔主演，讲述了女主人公为躲避公司老总的骚扰故意装病，对其爱慕的男同事为此专门制造穿越场景助其圆梦，然而两人逐渐萌发的爱情却因男主人公的因病离世戛然而止。
本片于2012年1月12日在北京开机，不久转战广东东莞取景拍摄，同年2月19日杀青关机，期间女主角刘诗诗曾因突发急性胰腺炎而住院一周。本片原定于2012年8月17日在中国大陆正式公映，后延期至9月14日上映。

## 剧情
该片讲述一个公司的四个职员之间的爱情悲剧故事。

## 演出
| 演员   | 角色 | 备注                                                                                                 |
| 刘诗诗 | 杨佳 | 文艺女青年，喜欢文学，尤其是徐志摩、张爱玲，相貌美艳，公司老总觊觎其美色而经常骚扰她，最终爱上刘同。 |
| 胡夏   | 刘同 | 和杨佳是同事，性格内向，暗恋杨佳，两人明白彼此心意之后而相爱，但是他因淋巴癌晚期而遽然病逝。         |
| 谢楠   | 岳玲 | 杨佳、刘同的同事，也是两人爱情的见证者。                                                             |
| 大左   | 尹哲 | 爱慕杨佳，嫉妒刘同，并且破坏二人关系，最后大彻大悟，明白单相思毫无效果，于是选择了祝福。             |

## 曲目
| 类型   | 名字         | 演唱者 | 备注 |
| 主题曲 | 《伤心童话》 | 胡夏   |      |

## 花絮
该片是胡夏的电影处女作。

## 票房
影片上映后的首周三天票房为680万元，至10月7日累计共1161万元人民币。